# Stompe alikruik
De stompe alikruik (Littorina obtusata) is een slakkensoort uit de familie Littorinidae. De wetenschappelijke naam van de soort werd in 1758 als Turbo obtusatus gepubliceerd door Carl Linnaeus in de tiende editie van Systema naturae.

## Kenmerken
Dit dier heeft een afgeplatte en zeer stompe top en een tamelijk stevige schelp met platte windingen, waarvan de laatste duidelijk groter is. Het schelpoppervlak vertoont slechts groeilijnen. De hoogte bedraagt 1,5 cm en de breedte 1,7 cm.
De schelp is vaak felgekleurd. Er komen gele, bruine, groen of soms oranje exemplaren voor, effen of met kleurbanden. De kleur is meestal aangepast aan de leefomgeving: op beschutte kusten komen lichtere schelpen voor, op wier levende schelpen bevatten de kleur van de wiersoort.

## Leefwijze
Deze soort kan niet goed tegen uitdroging. Om dit te voorkomen, leeft het dier dan ook in iets diepere wateren. Mocht het waterpeil desondanks een zeer laag niveau bereiken, dan haast het dier zich met zijn snelste slakkengangetje onder een wierplant of een steen. Zijn voedsel bestaat in hoofdzaak uit bruinwieren.

## Verspreiding en leefgebied
Deze soort komt voor in Europa van Noord-Noorwegen tot de westelijke Middellandse Zee en westelijke Oostzee, maar ook aan de Amerikaanse oostkust van Labrador tot New Jersey. Ze komen voor aan de voet van dijken en pieren tot enkele meters diep, maar leven dieper dan de gewone alikruik.
Eulimene: terebellata · 
Lacuna:
crassior · 
pallidula · 
parva · 
vincta

Littorina:
arcana · 
littorea · 
mariae · 
neglecta · 
nigrolineata · 
obtusata · 
saxatilis rudis · 
saxatilis saxatilis · 
saxatilis tenebrosa

Melarhaphe:
neritoides · 
suboperta